# 삼성SDI
삼성SDI(영어: Samsung SDI, 三星SDI, SDI는 Samsung Display Interface의 약자)는 대한민국의 IT 기업으로, 삼성그룹의 전자 계열사이다. 본사는 경기도 용인시 기흥구 공세로 150-20 (공세동)에 있으며 브라운관, PDP, AMOLED 등의 디스플레이 제품 생산을 주력 사업으로 하였으나, 2000년 리튬이온 2차전지 사업에도 진출하여 사업을 다각화하였다.

## 연혁
- 1970년 1월 : 삼성NEC로 설립
- 1974년 3월 : 상호명을 삼성NEC에서 삼성전관공업으로 변경
- 1984년 3월 : 상호명을 삼성전관공업에서 삼성전관으로 변경
- 1999년 12월 : 상호명을 삼성전관에서 삼성SDI로 변경[3]
- 2000년 : 리튬이온 2차전지 사업 진출
- 2008년 8월 : AM OLED 및 모바일 LCD 분야를 분리하여 '삼성모바일디스플레이' 설립
- 2008년 9월 : 보쉬사와 합작해 'SB리모티브' 설립
- 2010년 3월 19일 : 본사를 경기도 수원시 영통구 매탄동에서 경기도 용인시 기흥구 기흥동으로 이전
- 2012년 9월 : 보쉬사의 SB리모티브 '지분 전량' 인수
- 2013년 1월 : 'SB리모티브' 흡수 합병
- 2014년 7월 1일 : 삼성SDI가 제일모직을 각각 1대 0.4425의 비율로 흡수 합병
- 2016년 2월 1일 : 화학사업부를 'SDI케미칼'로 분리
- 2025년 5월  미국 GM과의 합작법인 투자, 헝가리 공장 증설, 전고체 배터리 R&D 확대 등을 이유로 2조 원 규모의 유상증자를 실시[4]

## 사업 부문
다음 제품군의 전지(배터리)를 생산한다.
IT/Non-IT 사업
- Laptop
- Tablet
- Mobile Phone
- Wearable Device
- Power Bank
- Power Tool
- Garden Tool
- E-Bike
- E-Scooter
- Vacuum Cleaner
- Ignition

자동차용 전지 사업
- 전기자동차용 전지 셀
- 고전압 전지 시스템
- 저전압 전지 시스템

ESS용 전지 사업
- 주택 및 상업용 솔루션
- 통신기지국 솔루션
- UPS 솔루션
- Utility 솔루션

전자재료 사업
1996년 반도체 봉지재인 EMC 출시를 시작으로 편광필름, 확산판, CR 등의 LCD관련 소재와 Paste 등의 PDP소재까지 현재에는 IT산업 전 분야에 진출해 있다. 삼성전자와 삼성SDI 등 IT 관련 Captive user와의 활발한 교류를 바탕으로 사업의 성장규모가 가속화되고 있다. 2007년 3월 에이스디지텍을 인수해 LCD패널의 핵심소재인 편광필름 사업을 개시하였다.
- EMC(Epoxy Molding Compound) / 액상봉지재 (Liquid Encapsulant): 다양한 외부환경으로부터 반도체 회로를 효과적으로 보호하는 회로 보호재
- CMP Slurry (Chemical Mechanical Polishing Slurry): 반도체의 미세 pattern 및 적충회로 구성시 단차제거를 위한 웨이퍼 연마공정에 사용되는 재료
- 편광필름: LCD의 광원에서 발생되는 빛의 방향성을 조절해 주며 LCD의 구동원리의 근간이 되는 필름
- CR(Color Regist): LCD의 핵심부품인 칼라 필터를 제조하는 데 사용되는 감광성 안료분산제.
- ACF(Anisotropic Conductive Film): 미세한 도전 입자를 분산시켜 만든 접착용 필름으로 FPD(평판디스플레이)의 미세 회로접속에 있어서 필수적인 접속재료
- Paste: MLCC 및 PDP의 전극형성 및 절연 구성물질 제조에 사용되는 고점도의 액상 도전 또는 절연성 물질

## 본점 및 지점 현황
- 본점: 경기도 용인시 기흥구 공세로 150-20 (공세동)
- 울산공장: 울산광역시 울주군 삼남읍 반구대로 163
- 천안지점: 충청남도 천안시 서북구 번영로 467 (성성동)

## 같이 보기
- 삼성그룹
- 삼성전자

## 참고자료
- 삼성SDI 공식 홈페이지